# Brachycaudus virgatus
Brachycaudus virgatus är en insektsart. Brachycaudus virgatus ingår i släktet Brachycaudus och familjen långrörsbladlöss. Inga underarter finns listade i Catalogue of Life.